# Хексагонален шахмат на Глински
Хексагонален шахмат на Глински е разновидност на играта шахмат, която се отличава с шестоъгълна дъска и трицветни полета. Изобретен е от полския инженер Владислав Глински през втората половина на 30-те години на 20 век и е патентован през 1946 година. Това е най-популярния вариант от семейството на хексагоналните шахматни варианти.

## История
През 1938 година Владислав Глински започва работа по създаване на собствен шахматен вариант, игран върху шестоъгълна дъска. По време на Втората световна война Глински служи в британската армия. Това му позволява да замине за Англия през 1946 година, където се сдобива с британско гражданство и патентова първия вариант на своя шахмат под името „полски шахмат“.
В началото на 1970-те години играта е доразвита и през 1973 година е патентована в сегашния ѝ вариант. През същата тази година е създадено издателството „Hexagonal Chess Publications“ и са публикувани окончателните правила на играта. Разпространението на хексагоналния шахмат започва с Англия и Полша, където играта бързо става популярна. През 1976 година е създадена Британската федерация по хексагонален шахмат и е организирано първото първенство по хексагонален шахмат. През 1978 година Глински посещава Полша, където визитата му е широко отразена от пресата. Това спомага за засилване на интереса към неговия шахматен вариант в Източна Европа.

## Правила
Този вариант на шахмата се играе върху дъска с формата на правилен шестоъгълник, която е разделена на 91 шестоъгълни полета. Условно цветовете на тези полета са три: бял, сив и тъмен.
Комплектът от фигури съответства на използвания при обичайния шахмат, като са добавени един офицер и една пешка. Това означава, че всеки играч разполага в началото с 9 пешки, 2 топа (или тура), 2 коня, 3 офицера, 1 дама (или популярно царица) и 1 цар. Целта на играта отново е да се създаде такава ситуация, при която е пленен царят на противника, т.е. противниковият цар да бъде поставен в мат или да бъде матиран.

## Движение на фигурите
При хексагоналния шахмат на Глински, движението на фигурите, което е познато от класическия шахмат, се запазва.
|  |  |  |
|  |  |  |

При този вариант на шахмата са запазени специалните ходове ан пасан и произвеждане на пешка, но е премахната рокадата.